# Llibre de vell

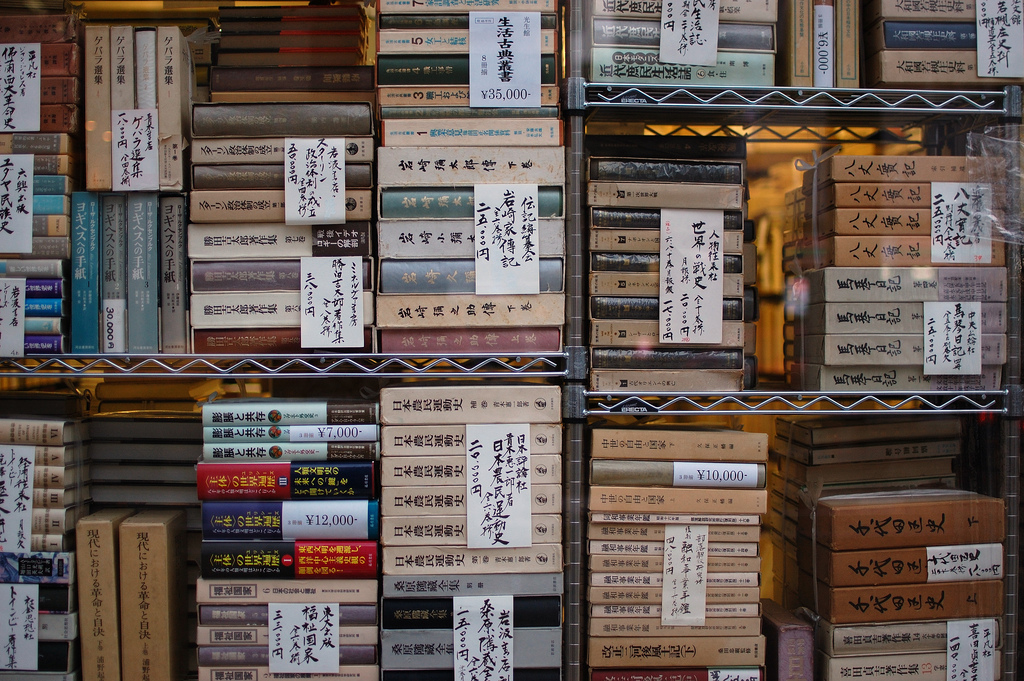
Llibres usats

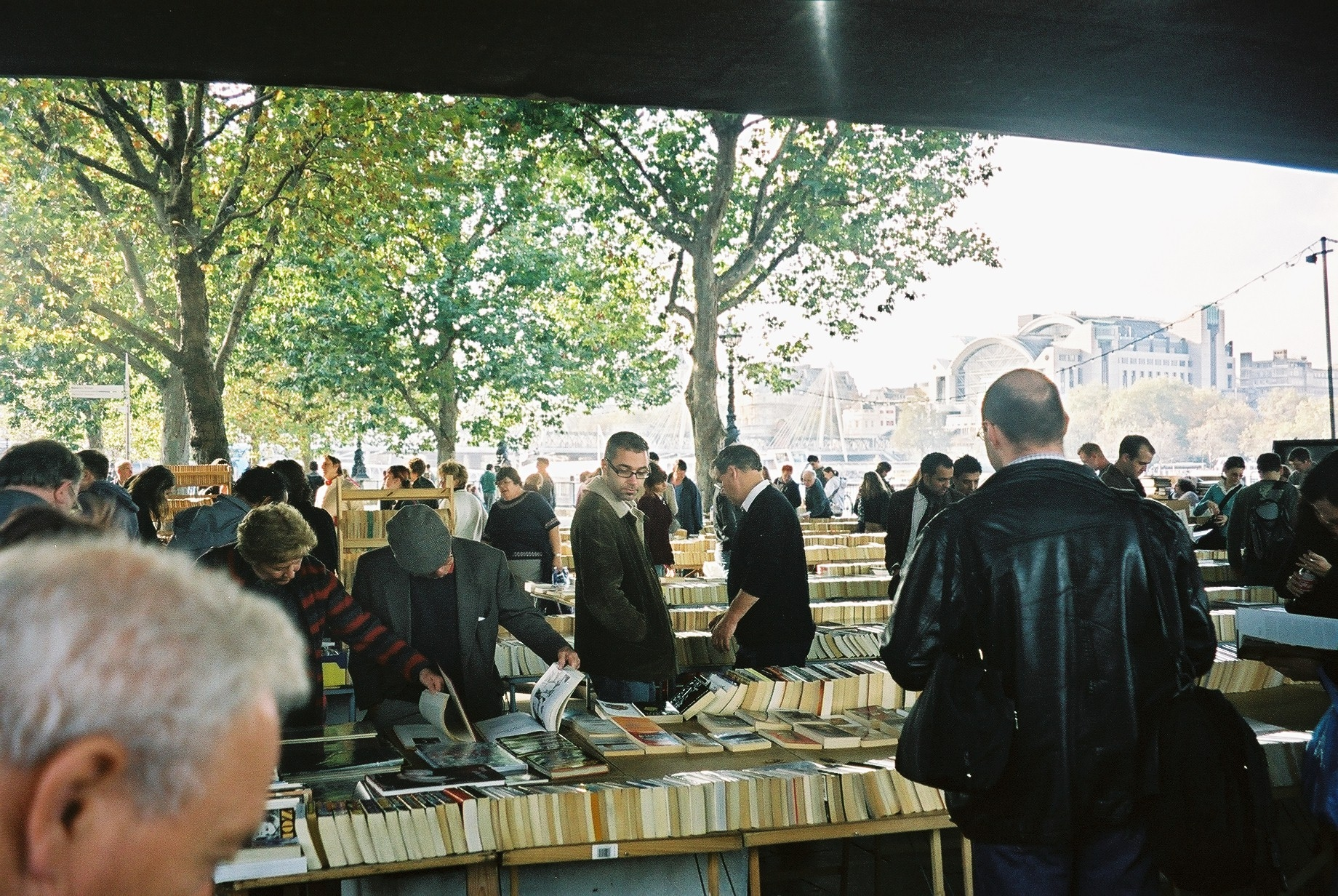
El South Bank Market Book davant del National Film Theatre, Londres, Anglaterra, a l'octubre de 2004

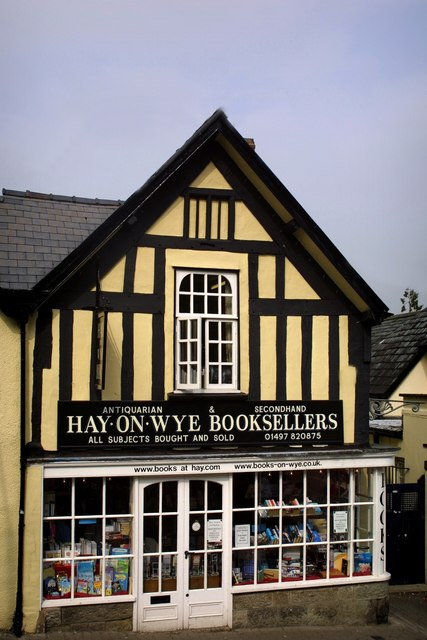
Llibreria a Hay-on-Wye

Un llibre usat o  llibre de segona mà  és un llibre que ha sigut anteriorment propietat d'una persona que no sigui ni l'editor ni el minorista, normalment el propietari ha sigut una persona o una biblioteca.
Els llibres usats solen estar disponibles al mercat quan es venen o es donen a una botiga de segona mà, venda de llibres usats o llibreria de vell; Normalment es venen aproximadament a la meitat o les tres quartes parts del preu del que costarien, tot i que els llibres rars i altres que encara tenen demanda o són difícils d'obtenir es poden vendre molt més cars.
Algunes botigues noves també tenen llibres usats, així com hi ha llibreries de vell que també venen llibres nous. Tot i que ni l'autor ni l'editor es beneficiaran econòmicament de la venda d'un llibre usat, ajuda a mantenir els llibres antics en circulació. A vegades es poden trobar llibres molt antics, rars,  primeres edicions, llibres antics o simplement esgotats com llibres usats en llibreries de vell.
Una còpia de lectura d'un llibre pot ser ben utilitzada, pot incloure subrratllats o marginalia i és apta per a la lectura, però no és col·leccionable. Es tracta d'un terme utilitzat en l'empresa de llibres de vell, per indicar la manca de valor col·leccionable, alhora que s'afirma que el llibre està en condicions prou bones per a un comprador que té interès principalment en tan sols llegir el llibre. Una còpia de lectura és normalment menys costosa que una còpia col·leccionable.

## Llocs de llibres
Algunes ciutats petites s'han convertit en centres per als venedors de llibres usats, sobretot, Hay-on-Wye a South Wales. Funcionen com un imant per als compradors i es solen situar a zones del país de gran bellesa escènica.